# Linoleat 11-lipoksigenaza
Linoleat 11-lipoksigenaza (EC 1.13.11.45, linoleatna dioksigenaza, manganska lipoksigenaza) je enzim sa sistematskim imenom linoleat:kiseonik 11S-oksidoreduktaza. Ovaj enzim katalizuje sledeću hemijsku reakciju
linoleat + O2 {\displaystyle \rightleftharpoons } -11-hidroperoksioktadeka-9,12-dienoat
Produkt (9Z,12Z)-(11S)-11-hidroperoksioktadeka-9,12-dienoat, se konvertuje u (9Z,11E)-(13R)-13-hidroperoksioktadeka-9,11-dienoat.

## Literatura
- Nicholas C. Price; Lewis Stevens (1999). Fundamentals of Enzymology: The Cell and Molecular Biology of Catalytic Proteins (Third изд.). USA: Oxford University Press. ISBN 019850229X.
- Eric J. Toone (2006). Advances in Enzymology and Related Areas of Molecular Biology, Protein Evolution (Volume 75 изд.). Wiley-Interscience. ISBN 0471205036.
- Branden C; Tooze J. Introduction to Protein Structure. New York, NY: Garland Publishing. ISBN 0-8153-2305-0.
- Irwin H. Segel. Enzyme Kinetics: Behavior and Analysis of Rapid Equilibrium and Steady-State Enzyme Systems (Book 44 изд.). Wiley Classics Library. ISBN 0471303097.

## Spoljašnje veze
- Linoleate+11-lipoxygenase на 